# Pomyków (gromada w powiecie przysuskim)
Pomyków (do 30 XII 1962 Kozłowiec; od 1 I 1969 Przysucha) – dawna gromada, czyli najmniejsza jednostka podziału terytorialnego Polskiej Rzeczypospolitej Ludowej w latach 1954–1972.
Gromady, z gromadzkimi radami narodowymi (GRN) jako organami władzy najniższego stopnia na wsi, funkcjonowały od reformy reorganizującej administrację wiejską przeprowadzonej jesienią 1954 do momentu ich zniesienia z dniem 1 stycznia 1973, tym samym wypierając organizację gminną w latach 1954–1972.
Gromadę Pomyków z siedzibą GRN  w Pomykowie utworzono 31 grudnia 1962 w powiecie przysuskim w woj. kieleckim w związku z przeniesieniem siedziby gromady Kozłowiec z Kozłowca do Pomykowa i zmianą nazwy jednostki na gromada Pomyków.
W 1965 roku gromada miała 16 członków gromadzkiej rady narodowej.
Gromadę zniesiono 1 stycznia 1969  przez przeniesienie siedziby GRN z Pomykowa do miasta Przysuchy i zmianę nazwy jednostki na gromada Przysucha.